# Enryakuji

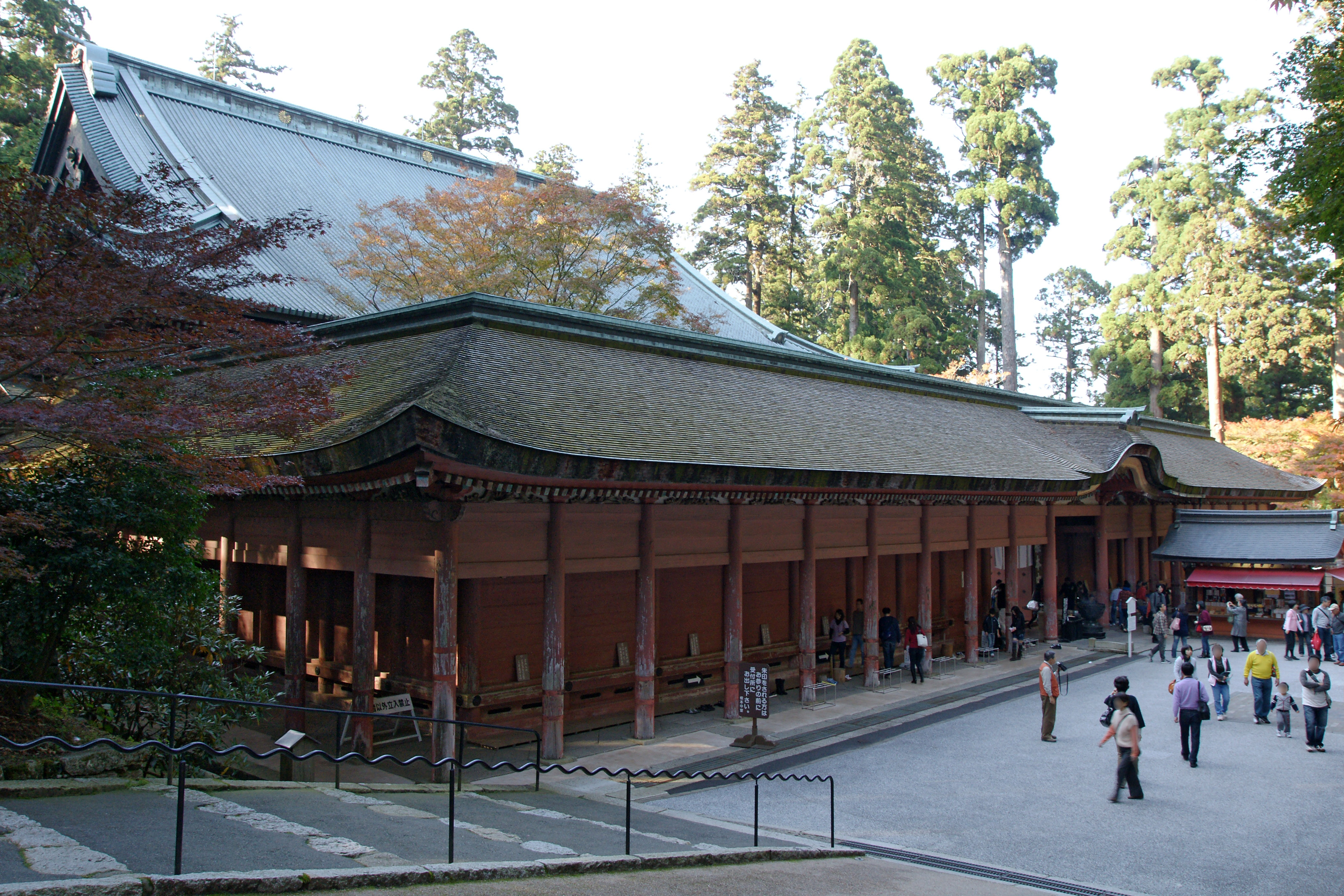
Konpon-chūdō (根本中堂), Enryakujis huvudbyggnad.

Enryakuji (延暦寺) är ett Tendaikloster som ligger på Berget Hiei i Ōtsu invid Kyoto i Japan.
Klostret grundades år 788 under Heianperioden av Saichō som introducerade Tendaibuddismen från Kina i Japan. Enryakuji är ett av de viktigaste klostren i japansk historia och som sådant ingår det i UNESCOs världsarvslista Historiska Kyoto.